# Carretera y manta
Carretera y manta fue un programa de televisión español producido por Cuarzo Producciones y emitido en La Sexta entre el 28 de noviembre de 2018 y el 27 de febrero de 2019. En él, Jesús Cintora recorría distintos puntos de la geografía española para abordar temas sociales.

## Historia
El primer programa emitido fue dedicado a los contratos precarios y al abuso de algunas empresas hacia su trabajadores; un episodio que tuvo un gran recibimiento, pero que dividió a la audiencia en las redes sociales, ya que muchos de los usuarios criticaban que los temas eran tratados de forma muy superficial. A partir del quinto episodio rodado en Seseña, la audiencia quedó por debajo del millón de espectadores, cifra que no volvió a superar en los episodios restantes. Finalmente el programa emite el último capítulo el 27 de febrero de 2019, reuniendo un 4,5% de cuota de audiencia y 624.000 espectadores, dejando en el aire una segunda temporada. En el programa se abordaron temas que preocupaban y afectaban a la sociedad española; tratándose como uno de los programas más ambiciosos de la cadena.  

## Formato
Carretera y manta es un programa de información y actualidad en el que el presentador viaja por diferentes lugares con un camión —que se convierte en plató— para realizar entrevistas sobre un tema social. Aparte, el formato conecta cada semana con cuatro lugares más del país para conocer lo que está ocurriendo en ellos. El espacio cuenta con el testimonio de personas que conocen de primera mano los casos que se tratan, desde su propia experiencia. El programa contaba con un gran despliegue técnico, formado por un camión-plató que daba lugar a un escenario de 200 metros cuadrados; donde trabajaban más de 100 personas encargadas del montaje y el desmontaje de este. Sin embargo, al tratarse de un programa grabado en la calle, las circunstancias climatológicas dieron pie a que algunos medios como Diario de Sevilla, criticasen que el público y los invitados del debate pasasen frío.

## Polémicas
En el tercer episodio, el programa se trasladó a La Línea de la Concepción (Cádiz) para hablar de lo que se conoce como el "síndrome del sur", que afecta a los Cuerpos y Fuerzas de Seguridad del Estado allí destinados. Tras la emisión del episodio, el alcalde del municipio, Juan Franco, expresó su  descontento ante la forma en la que se contó lo que ocurre en la ciudad;  y criticó  la organización del programa, donde  apenas le dejaron un minuto para poder expresarse, lo que para él fue insuficiente y no permitió contar la realidad social de la ciudad.

## Episodios y audiencias

### Carretera y manta (2018-2019)
| N.º | Lugar y tema                                   | Fecha de emisión        | Audiencia        |
| --- | ---------------------------------------------- | ----------------------- | ---------------- |
| 1   | Vigo: Precariedad laboral                      | 28 de noviembre de 2018 | 1 055 000 (7,7%) |
| 2   | La Línea de la Concepción: El síndrome del sur | 5 de diciembre de 2018  | 1 132 000 (8,1%) |
| 3   | Cantabria: La despoblación rural               | 12 de diciembre de 2018 | 964 000 (7,2%)   |
| 4   | Pinto: El precio de los alimentos              | 19 de diciembre de 2018 | 1 015 000 (7,3%) |
| 5   | Seseña: El precio de la vivienda               | 9 de enero de 2019      | 816 000 (6,3%)   |
| 6   | Sevilla: Sesión de investidura                 | 16 de enero de 2019     | 825 000 (6,1%)   |
| 7   | Valencia: Sanidad española                     | 23 de enero de 2019     | 996 000 (7,2%)   |
| 8   | Barakaldo: Las pensiones                       | 30 de enero de 2019     | 816 000 (6,0%)   |
| 9   | Vallecas: El coste de vida en España           | 6 de febrero de 2019    | 808 000 (5,7%)   |
| 10  | Villena: La economía sumergida                 | 13 de febrero de 2019   | 836 000 (6,2%)   |
| 11  | Cercedilla: Sacar a Franco del Valle           | 20 de febrero de 2019   | 749 000 (5,6%)   |
| 12  | Baeza: La contrarreforma laboral               | 27 de febrero de 2019   | 624 000 (4,5%)   |

## Audiencia media
| Edición                 | Temporada | Programas | Fecha     | Cadena   | Espectadores | Cuota |
| ----------------------- | --------- | --------- | --------- | -------- | ------------ | ----- |
| [ 1 ] Carretera y manta | 1         | 12        | 2018-2019 | La Sexta | 886 000      | 6,5%  |
|                         |           |           |           |          |              |       |